# Bolitoglossa morio
Bolitoglossa morio là một loài kỳ giông trong họ Plethodontidae.
Nó là loài đặc hữu của Guatemala.
Các môi trường sống tự nhiên của chúng là các khu rừng vùng núi ẩm nhiệt đới hoặc cận nhiệt đới và các khu rừng trước đây bị suy thoái nặng nề.
Nó bị đe dọa do mất môi trường sống.